# Lykische Salamander
Die Lykischen Salamander (Lyciasalamandra) sind eine taxonomisch im Jahr 2004 abgegrenzte Gattung der Schwanzlurche, deren Arten in jeweils sehr kleinen Verbreitungsgebieten im Süden der Türkei und auf einzelnen griechischen und türkischen Inseln vorkommen. Benannt wurde die Gruppe nach einem ihrer Hauptverbreitungsgebiete, Lykien im Südwesten Anatoliens.

## Merkmale
Es handelt sich um bis etwa 14 Zentimeter, bei Weibchen ausnahmsweise bis zu 18 Zentimeter lange, schlanke Landsalamander mit flachem Kopf und kurzer, abgerundeter Schnauze. Der Schwanz macht ungefähr die Hälfte der Gesamtlänge aus und ist rundlich bis seitlich leicht abgeflacht. Auffällig sind ihre großen, hervorstehenden Augen und die länglichen Ohrdrüsen am Hinterkopf. Die Haut ist glatt und glänzend. Auf der Rückenmitte finden sich zwei Reihen mit Drüsenöffnungen, an den Flanken je 11 bis 13 Rippenfurchen. Färbung und Zeichnung der Tiere variieren je nach Art sehr stark, sodass hierzu keine allgemeingültigen Angaben gemacht werden können. Im Gegensatz zu der oft farbintensiven und kontrastreichen Rückenseite ist der Bauch meist nur blass gefärbt oder die Haut dort ist sogar leicht durchsichtig. Die Kehlregion weist deutliche Querfalten auf.
Die Gattung ist durch einen ausgeprägten Sexualdimorphismus gekennzeichnet: Die im Durchschnitt kleineren Männchen entwickeln zur Paarungszeit einen Sporn auf der oberseitigen Schwanzwurzel sowie winzige „Dornen“ auf dem Rücken. Auch ist ihre Kloake – wie bei vielen Schwanzlurchen – deutlich stärker hervorgewölbt als die der Weibchen. Lykische Salamander können in Eidechsenmanier ihren Schwanz abwerfen und regenerieren.

## Lebensraum, Lebensweise
Die Tiere verbergen sich tagsüber unter Steinen und in Felsspalten von Karstgebieten. Die Versteckplätze müssen ein feucht-kühles Mikroklima aufweisen und dazu über ein unterirdisches Hohlraumsystem verfügen. Dort halten manche Arten auch eine mehrmonatige Sommerruhe. Abends gehen die Salamander auf die Jagd nach Insekten, Asseln und Würmern; bei Regenwetter kommen sie auch am Tage hervor. Die Habitate liegen nicht selten in Siedlungsnähe des Menschen (wo etwa Natursteinmauern genutzt werden), aber auch in Pinienwäldern und trockenen Kermes-Eichenhainen.
Zur Fortpflanzungszeit im Winterhalbjahr treffen sich die Geschlechtspartner an Land. Nach einem komplizierten Paarungsritual, in dessen Verlauf das Männchen zunächst unter das Weibchen kriecht, dieses umklammert und mit seinem Sporn stimuliert, setzt das Männchen schließlich eine Spermatophore auf dem Boden ab. Das Samenpaket wird daraufhin vom Weibchen mittels seiner Kloake aufgenommen. Nach einer Tragzeit von fünf bis acht Monaten bringt das Weibchen zwei voll entwickelte Jungtiere zur Welt, die bereits sieben Zentimeter lang sind. Lykische Salamander sind also lebendgebärend (vivipar) und damit im Gegensatz zu vielen anderen Amphibien unabhängig von Oberflächengewässern für eine Larvalentwicklung. Eine Lebenserwartung von zehn Jahren und mehr wird angenommen.

## Verbreitung

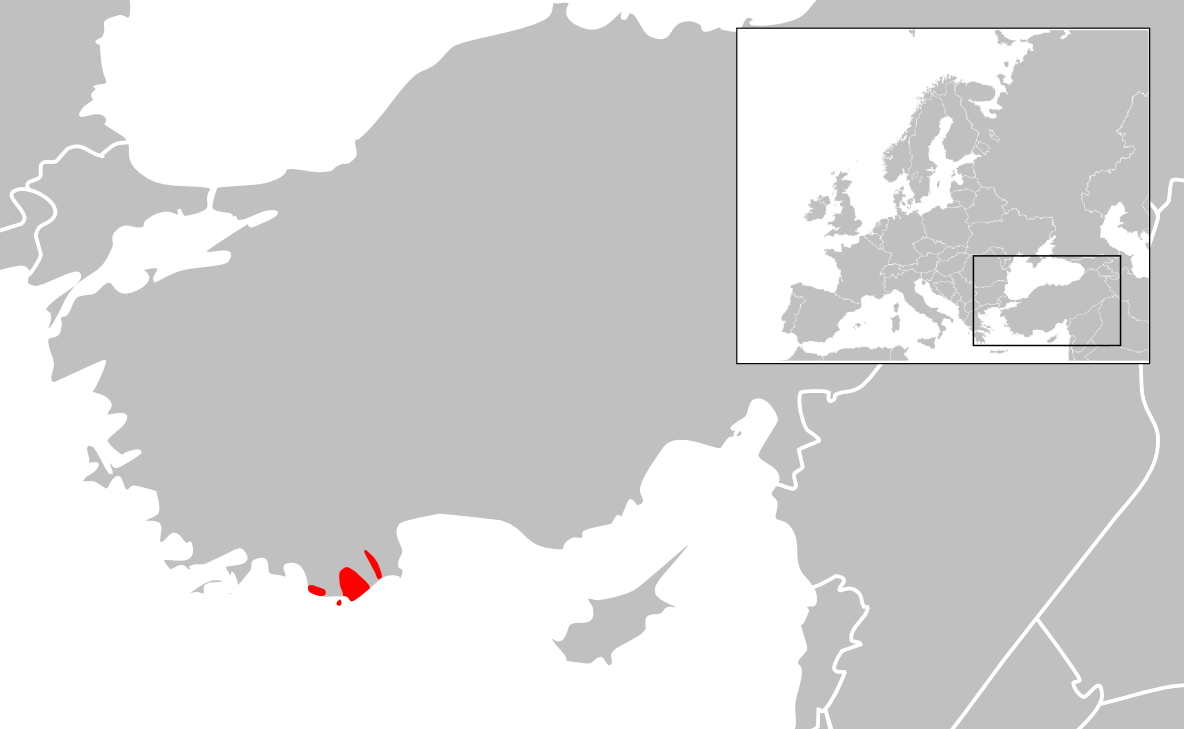
Verbreitung der Art Lyciasalamandra luschani

Die verschiedenen Arten der Lykischen Salamander (siehe unten) besiedeln jeweils nur eng begrenzte Areale im südwestlichen Anatolien nahe der Mittelmeerküste sowie einzelne vorgelagerte Inseln. Dazu gehören unter anderem die östlich von Kreta gelegenen Inseln Karpathos, Kassos und Saria, außerdem das näher am türkischen Festland befindliche Kastelorizo (zu Griechenland) sowie die zur Türkei zählenden Inseln Kekova, Tersane, Domuz Adese und Bogaz Adasi. Auf Rhodos, ebenfalls in dieser Region liegend, gelangen bisher offenbar keine Nachweise der Gattung. Eine enge ökologische Bindung an subrodierende Karstgesteine in Gebieten mit Jahresniederschlägen von mehr als 1000 Millimetern und durchschnittlichen Januartemperaturen oberhalb der Frostgrenze ist bei den meisten Vorkommen festzustellen.

## Systematik
Lange Zeit wurde nur eine Art Mertensiella luschani mit mehreren Unterarten abgegrenzt, die als Schwesterart des Kaukasus-Salamanders (M. caucasica) in die Gattung Mertensiella gestellt wurde. Im Jahr 2001 wurde aufgrund von genetischen Untersuchungen der mitochondrialen DNA eine taxonomische Neubewertung vorgenommen und die Art nun (wieder) als Salamandra luschani unter den Eigentlichen Salamandern geführt. Dabei wurden nach Unterschieden in Verbreitung sowie Färbung und Zeichnungsmuster bis zu neun Unterarten differenziert. Anhand der erkannten genetischen Linien erfolgte 2004 eine erneute phylogenetische Klassifizierung, aus der schließlich die separate Gattung Lyciasalamandra mit derzeit 7 Arten und weiteren Unterarten hervorging: 
Stand: 3. Januar 2023

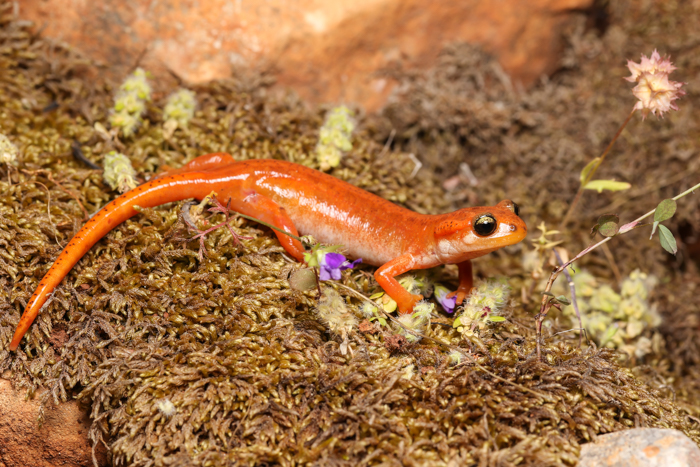
Lyciasalamandra luschani

- Lyciasalamandra antalyana (Basoglu & Baran, 1976)
- Lyciasalamandra atifi (Basoglu, 1967)
- Lyciasalamandra billae (Franzen & Klewen, 1987)
  - Lyciasalamandra billae billae (Franzen & Klewen, 1987)
  - Lyciasalamandra billae arikani (Göçmen & Akman, 2012)
  - Lyciasalamandra billae eikeae Godmann, Kariş & Göçmen, 2016
  - Lyciasalamandra billae irfani (Göçmen, Arikan & Yalçinkaya, 2011)
  - Lyciasalamandra billae yehudai (Göçmen & Akman, 2012)
- Lyciasalamandra fazilae (Basoglu & Atatür, 1974)
- Lyciasalamandra flavimembris (Mutz & Steinfartz, 1995)
- Lyciasalamandra helverseni (Pieper, 1963)
- Lyciasalamandra luschani (Steindachner, 1891)
  - Lyciasalamandra luschani basoglui (Baran & Atatür, 1980)
  - Lyciasalamandra luschani luschani (Steindachner, 1891)
  - Lyciasalamandra luschani finikensis (Basoglu & Atatür, 1975)

Die 2011 und 2012 als eigene Arten beschriebenen 
- Lyciasalamandra arikani Göçmen & Akman, 2012
- Lyciasalamandra irfani Göçmen, Arikan & Yalçinkaya, 2011
- Lyciasalamandra yehudahi Göçmen & Akman, 2012

werden seit 2016 als Unterarten von Lyciasalamandra billae geführt.

## Gefährdung und Schutz
Schon aufgrund ihrer jeweils sehr kleinen, oft verinselten (disjunkten) Verbreitungsgebiete sind die meisten Arten der Lykischen Salamander besonders empfindlich bzw. bestandsbedroht. Konkrete Gefährdungen entstehen durch Lebensraumverluste infolge von Bau- und Wirtschaftsmaßnahmen. In der internationalen Roten Liste der IUCN wird Lyciasalamandra billae als CR (vom Aussterben bedroht) eingestuft, L. helverseni als VU (gefährdet), alle anderen Arten als EN (stark gefährdet).
Die Arten mit europäischem Verbreitungsgebiet (hier: L. helverseni und L. luschani ssp. basoglui) sind pauschal nach der Bundesartenschutzverordnung „besonders geschützt“. Die frühere Art Mertensiella luschani, aus der sich alle Arten der neuen Gattung Lyciasalamandra ableiten, wird in der Fauna-Flora-Habitat-Richtlinie der EU in den Anhängen II („es sind eigens Schutzgebiete einzurichten“) und IV („streng geschützt“) gelistet.